# Kozojedy (Praha-východ)
Kozojedy é uma comuna checa localizada na região da Boêmia Central, distrito de Praha-východ.